# Benejúzar
Benejúzar – gmina w Hiszpanii, w prowincji Alicante, we wspólnocie autonomicznej Walencja, o powierzchni 9,33 km². W 2011 roku liczyła 5425 mieszkańców.
Położona w centrum regionu gospodarka opiera się na uprawie cytrusów, zwłaszcza pomarańczy i cytryny.